# 库拉萨
库拉萨（葡萄牙語：Curaçá）是巴西巴伊亚州的一个市镇。总面积6442.19平方公里，总人口31889人，人口密度5人/平方公里。